# Стрейт, Эбигейл
Эбигейл Стрейт (англ. Abigail Strate; род. 22 февраля 2001, Калгари, Альберта) ― канадская прыгунья с трамплина, бронзовый призёр XXIV зимних Олимпийских игр в командных смешанных прыжках с трамплина.

## Биография
Родилась 22 февраля 2001 года в Калгари (Альберта, Канада).
Стрейт участвовала в четырёх соревнованиях на чемпионате мира по лыжным видам спорта FIS, заняв 27-е место на нормальном трамплине, 28-е место на большом трамплине, 11-е место в женской команде на нормальном трамплине и, наконец, 10-е место в смешанной команде на нормальном трамплине.
Тренируется в Словении, так как прыжки с трамплина в Олимпийском парке Канады в Калгари были закрыты
.

### Зимние Олимпийские игры 2022 года
В январе 2022 года Стрейт была включена в олимпийскую сборную Канады 2022 года . 7 февраля Стрейт выиграла бронзовую медаль в рамках участия Канады в смешанных командных соревнованиях. Это была первая олимпийская медаль Канады в прыжках с трамплина.